# Saison 2 de Magnum (1980)
Chronologie
Saison 1 Saison 3
Cet article présente le guide des épisodes de la deuxième saison de la série télévisée américaine Magnum.

## Saison 2 (1981-1982)
Haut de page